# Karmelitinnenkloster Limoges
Das Karmelitinnenkloster Limoges ist ein Kloster der Karmelitinnen in Limoges, Département Haute-Vienne, im Bistum Limoges in Frankreich.

## Geschichte
Die spanische Karmelitin Isabelle des Anges (spanisch: Isabel de los Angeles, bürgerlicher Name: Isabel Márquez y Ibáñez, 1565–1644) gründete 1618 den Karmel von Limoges. Nach der Schließung durch die Französische Revolution wurde er im 19. Jahrhundert von der Karmelitin Thérèse-Madeleine du Calvaire (bürgerlicher Name: Anne-Catherine Talamon, 1801–1863) wiederbelebt und nannte sich Sainte Mère de Dieu (Heilige Muttergottes). Von Limoges ging 1836 die Gründung Tulle und 1856 die Gründung Le Dorat aus. 1954 wechselte der Konvent sieben Kilometer südöstlich des Stadtzentrums in das Schloss Crochat (Rue de Toulouse Nr. 460) und nannte sich hier Carmel du Mont Notre-Dame (Karmel vom Berg Unserer Lieben Frau). Er zählt derzeit sieben Mitglieder.